# AS Douanes Lomé
Association Sportive des Douanes de Lomé w skrócie AS Douanes de Lomé – togijski klub piłkarski, grający w pierwszej lidze togijskiej, mający siedzibę w mieście Lomé.

## Stadion
Domowe mecze klub rozgrywa na stadionie o nazwie Stade Agoè-Nyivé w Lomé. Stadion może pomieścić 5000 widzów.

## Sukcesy
- Première Division du Togo:

mistrzostwo (2): 2002, 2005
- Coupe du Togo:

zwycięstwo (1): 2004

## Występy w afrykańskich pucharach
| Sezon | Rozgrywki           | Runda   | Kraj                     | Klub                     | Dom | Wyjazd | Dwumecz |
| ----- | ------------------- | ------- | ------------------------ | ------------------------ | --- | ------ | ------- |
| 2003  | Liga Mistrzów       | wstępna | Gwinea Równikowa         | CD Elá Nguema            | 1–0 | 0–0    | 1–0     |
| 2003  | Liga Mistrzów       | 1       | Ghana                    | Hearts of Oak            | 1–3 | 0–1    | 1–4     |
| 2004  | Liga Mistrzów       | wstępna | Benin                    | AS Dragons FC de l’Ouémé | 0–0 | 1–1    | 1–1     |
| 2004  | Liga Mistrzów       | 1       | Wybrzeże Kości Słoniowej | Africa Sports National   | 0–1 | 1–4    | 1–5     |
| 2005  | Puchar Konfederacji | wstępna | Benin                    | Mogas 90 FC              | 0–1 | 3–1    | 3–2     |
| 2005  | Puchar Konfederacji | 1       | Wybrzeże Kości Słoniowej | Stella Club d’Adjamé     | 1–0 | 0–3    | 1–3     |
| 2006  | Liga Mistrzów       | wstępna | Senegal                  | ASC Port Autonome        | 0–0 | 2–3    | 2–3     |
| 2014  | Puchar Konfederacji | wstępna | Gwinea                   | CI Kamsar                | 2–0 | 1–1    | 3–1     |
| 2014  | Puchar Konfederacji | 1       | Egipt                    | Wadi Degla SC            | 1–1 | 0–2    | 1–3     |

## Reprezentanci kraju grający w klubie
Stan na wrzesień 2016.
| - Gnama Akaté - Haliru Alidu - Kondo Arimiyaou - Ismaila Atte-Oudeyi - Albert Batsa - Akimsola Boussari - Jérôme Doté - Kwami Eninful | - Kassim Guyazou - Ali Khaddafi - James Loembe - Daré Nibombé - Saïbou Safiou - Tadjou Salou - Arissou Traoré - Ouwo Moussa Maazou |